# Fregat
Fregat (en russe : Фрегат) est un étage de fusée développé par le constructeur russe Lavotchkine dans les années 1990, utilisé pour les manœuvres orbitales des sondes et des satellites sur différentes variantes du lanceur Soyouz. Son moteur principal S5.92 consomme un mélange d'UDMH et de peroxyde d'azote. Il existe en deux versions : la version de base, d'une masse de 6,2 tonnes, et la version avec réservoir largable utilisée sur le lanceur lourd Zenit, de 11,6 tonnes.

## Caractéristiques
L'étage Fregat a une masse à vide de 924 kg et de 5 350 kg lorsqu'il est rempli de ses ergols. Le moteur S5.92 a une impulsion spécifique de 332 s et une poussée de 19,79 kN (environ 2 018 kg). Le contrôle d'attitude est réalisé par 12 petits moteurs-fusées ayant chacun 50 N de poussée (environ 5 kg) et une impulsion spécifique de 225 s. L'étage a une durée de combustion de 1 350 s. L'étage peut être redémarré plusieurs fois.
Dans la version de base l'étage est haut de 1,5 m pour un diamètre de 3,35 m. La structure de l'étage est constituée de six sphères : deux d'entre elles contiennent le carburant, deux autres le comburant et les deux dernières sphères contiennent l'avionique.

## Historique
L'étage Fregat a été développé à partir du système de propulsion des sondes spatiales Phobos et Mars 96. Le développement de l'étage a commencé en 1993 mais s'est heurté à des problèmes de financement. La création de l'entreprise Starsem, chargée de la commercialisation du lanceur Soyouz et la signature du contrat pour le lancement des 4 satellites Cluster de l'Agence spatiale européenne, a permis d'accélérer le développement de l'étage Fregat, qui sera par la suite proposé comme quatrième étage du lanceur Soyouz.
Le premier lancement de l'étage Fregat a lieu le 8 février 2000. Après un deuxième vol d'essai, le lanceur Syouz-U/Fregat a lancé avec succès les quatre satellites scientifiques Cluster, qui avaient été reconstruits à la suite de l'échec du vol inaugural d'Ariane 5 le 4 juin 1996. L'étage Fregat a démontré, au cours d'un des deux vols, sa capacité à rattraper une défaillance partielle du troisième étage du lanceur. Aujourd'hui, l'étage Fregat est proposé sur différentes versions du lanceur Soyouz (Soyouz-U, Soyouz-FG, et depuis 2006 Soyouz-2.1a et Soyouz-2.1b) pour la mise en orbite de satellites commerciaux et de sondes spatiales (Mars Express, Venus Express).
Une version comportant un réservoir toroïdal supplémentaire jetable, et baptisée Fregat-SB, est développée pour permettre l'emport de charges plus lourdes. Il est proposé sur le lanceur Zenit. La version Fregat-SB a une hauteur de 2,3 m pour un diamètre de 3,44 m et une masse de 11 600 kg. La masse à vide de l'ensemble est de 950 kg, dont 375 kg pour le réservoir largable. Le premier vol de cette version a lieu le 20 janvier 2011 : il est utilisé par un lanceur Zenit pour placer en orbite le satellite météorologique russe Elektro-L.

### L'échec du lancement du 22 août 2014
Le 22 août 2014, un lanceur Soyouz MTB utilisant un étage Fregat-MT est lancé depuis la base de Kourou, avec une charge utile constituée par les deux premiers satellites opérationnels du système de positionnement par satellites européen Galileo. L'étage Fregat place les deux satellites sur une orbite erronée (13 700 x 25 900 km et inclinaison de 49,7°, au lieu d'une orbite circulaire de 23 500 km avec une inclinaison de 55°) qui les rend inutilisables, car les satellites ne disposent pas de suffisamment de carburant pour effectuer les corrections nécessaires. Une commission nommée pour déterminer les causes de cet échec met en évidence un mauvais fonctionnement de l'étage Fregat, avec une cascade de défaillances techniques et humaines.
L'étage Fregat est utilisé à deux reprises, pour la mise en orbite puis la circularisation de l'orbite, avec un intervalle de temps de 3 heures 15 minutes entre les deux mises à feu. À l'issue de la première mise à feu, les petits propulseurs de l'étage utilisés pour contrôler l'attitude sont mis à contribution pour imprimer un mouvement de rotation à l'étage, aussi appelé « spin », afin que l'action du Soleil soit répartie de manière assez uniforme sur toutes les parois de l'ensemble, évitant ainsi une élévation excessive de la température durant la phase de croisière passive (mode dit « barbecue »).
Ces petits propulseurs ont été mis à contribution durant 18 minutes. Or les capteurs ont détecté que trois des quatre moteurs d'une des 4 grappes de propulseurs n'ont pas été alimentés durant ces 18 minutes. L'explication la plus probable est que l'hydrazine, qui devait parvenir jusqu'à leur chambre de combustion, a gelé (−52 °C) dans la canalisation d'alimentation, du fait de la proximité trop importante d'une conduite d'hélium utilisée pour mettre sous pression le carburant du propulseur principal. En effet, durant la première utilisation de la propulsion principale de l'étage Fregat, la circulation de l'hélium aurait abaissé fortement la température autour de la canalisation. La commission a constaté que la conduite d'hélium était fixée par une bride non pas à la structure de l'étage comme prévu mais à la conduite d'hydrazine créant un pont thermique entre les deux. Cette erreur de montage aurait déjà été commise sur des étages Fregat ayant volé précédemment mais une utilisation différente de la propulsion aurait permis d'éviter la même défaillance.
La deuxième anomalie est que le système de contrôle d'attitude n'a apparemment ni détecté ni tenté de corriger cette anomalie, qui a placé le lanceur dans une orientation non conforme. Les contrôleurs au sol n'ont également rien détecté. Après la phase de croisière de trois heures et demie, la propulsion principale a été remise à feu. Le lanceur étant mal orienté (l'erreur de pointage a été évalué à 145°), la poussée s'est exercée dans une direction erronée et les satellites se sont retrouvés sur une orbite inutilisable. De nouveau, avant la mise à feu du propulseur principal, ni les instruments, ni les contrôleurs au sol ne se sont rendu compte de l'erreur d'orientation de l'étage, alors que ce paramètre fait normalement toujours l'objet de vérifications minutieuses avant un ré-allumage de ce type.

## Lancements comportant un étage Fregat
| Date              | Lanceur               | Base de lancement | Charge utile                                                                                         | Type de charge utile | Orbite                                 | Remarques      |
| ----------------- | --------------------- | ----------------- | --- | --- | -------------------------------------- | -------------- |
| 8 février 2000    | Soyouz-U/Fregat       | Baïkonour         | IRDT 1                                                                                               | Vol de qualification | Orbite basse                           | Succès         |
| 20 mars 2000      | Soyouz-U/Fregat       | Baïkonour         | Test                                                                                                 | Deuxième vol de qualification | Orbite fortement elliptique            | Succès         |
| 16 juillet 2000   | Soyouz-U/Fregat       | Baïkonour         | Cluster FM6 et Cluster FM7                                                                           | 2 satellites scientifiques de la mission Cluster | Orbite elliptique à forte excentricité | Succès         |
| 8 août 2000       | Soyouz-U/Fregat       | Baïkonour         | Cluster FM5 et Cluster FM8                                                                           | 2 satellites scientifiques de la mission Cluster | Orbite elliptique à forte excentricité | Succès         |
| 2 juin 2003       | Soyouz-FG/Fregat      | Baïkonour         | Mars Express / Beagle 2                                                                              | Sonde spatiale martienne et son atterrisseur | Orbite de Hohmann                      | Succès         |
| 27 décembre 2003  | Soyouz-FG/Fregat      | Baïkonour         | Amos 2 (en)                                                                                          | Satellite de télécommunications | Orbite de transfert géostationnaire    | Succès         |
| 13 août 2005      | Soyouz-FG/Fregat      | Baïkonour         | Galaxy 14                                                                                            | Satellite de télécommunications pour diffusion de chaines de télévision par satellite | Orbite de transfert géostationnaire    | Succès         |
| 9 novembre 2005   | Soyouz-FG/Fregat      | Baïkonour         | Venus Express                                                                                        | Sonde spatiale vénusienne | Orbite de Hohmann                      | Succès         |
| 28 décembre 2005  | Soyouz-FG/Fregat      | Baïkonour         | GIOVE A (GSTB V2/A)                                                                                  | Satellite test du système européen Galileo | Orbite moyenne                         | Succès         |
| 19 octobre 2006   | Soyouz-2.1a/Fregat    | Baïkonour         | MetOp A                                                                                              | Satellite météorologique sur orbite polaire | Orbite héliosynchrone                  | Succès         |
| 24 décembre 2006  | Soyouz-2.1a/Fregat    | Plessetsk         | Meridian-1                                                                                           | Satellites de télécommunications militaires | Orbite elliptique à forte excentricité | Succès         |
| 27 décembre 2006  | Soyouz-2.1b/Fregat    | Baïkonour         | COROT                                                                                                | Télescope spatial | Orbite basse                           | Succès         |
| 29 mai 2007       | Soyouz-FG/Fregat      | Baïkonour         | Globalstar 65, 69, 71 et 72                                                                          | 4 satellites du système de communications par satellite Globalstar | Orbite basse                           | Succès         |
| 20 octobre 2007   | Soyouz-FG/Fregat      | Baïkonour         | Globalstar 66, 67, 68 et 70                                                                          | 4 satellites du système de communications par satellite Globalstar | Orbite basse                           | Succès         |
| 14 décembre 2007  | Soyouz-FG/Fregat      | Baïkonour         | RADARSAT-2                                                                                           | Satellite d'observation | Orbite héliosynchrone                  | Succès         |
| 26 avril 2008     | Soyouz-FG/Fregat      | Baïkonour         | GIOVE A (GSTB V2/A)                                                                                  | Satellite test du système européen Galileo | Orbite moyenne                         | Succès         |
| 21 mai 2009       | Soyouz-2-1a/Fregat    | Plessetsk         | Meridian-2                                                                                           | Satellites de télécommunications militaires | Orbite elliptique à forte excentricité | Succès partiel |
| 17 septembre 2009 | Soyouz-2-1b/Fregat    | Baïkonour         | Meteor-M 1, Sterkh 2, Universitetsky 2, UGATUSAT, BLITS, IRIS                                        | Satellites météorologique (Meteor-M 1), de sauvetage SAR (Sterkh 2), de recherches universitaires (Universitetsky 2, UGATUSAT), de mesures (BLITS) et démonstrateur technologique (IRIS)                                                                                       | Orbite basse                           | Succès         |
| 19 octobre 2010   | Soyouz-2-1a/Fregat    | Baïkonour         | Globalstar 73, 74, 75, 76, 77 et 79                                                                  | 6 satellites du système de communications par satellite Globalstar | Orbite basse                           | Succès         |
| 2 novembre 2010   | Soyouz-2-1a/Fregat    | Plessetsk         | Meridian-3                                                                                           | Satellites de télécommunications militaires | Orbite elliptique à forte excentricité | Succès         |
| 20 janvier 2011   | Zenit-3F/Fregat-SB    | Baïkonour         | Elektro-L                                                                                            | Satellite météorologique | Orbite géostationnaire                 | Succès         |
| 26 février 2011   | Soyouz-2-1b/Fregat    | Plessetsk         | Kosmos 2471 (en) (Uragan-K1 #1)                                                                      | Satellite du système russe GLONASS | Orbite moyenne                         | Succès         |
| 4 mai 2011        | Soyouz-2-1b/Fregat    | Plessetsk         | Meridian-4                                                                                           | Satellites de télécommunications militaires | Orbite elliptique à forte excentricité | Succès         |
| 13 juillet 2011   | Soyouz-2-1a/Fregat    | Baïkonour         | Globalstar 81, 83, 85, 88, 89 et 91                                                                  | 6 satellites du système de communications par satellite Globalstar | Orbite basse                           | Succès         |
| 18 juillet 2011   | Zenit-3F/Fregat-SB    | Baïkonour         | RadioAstron (Spektr-R)                                                                               | Télescope spatial | Orbite haute très elliptique           | Succès         |
| 2 octobre 2011    | Soyouz-2-1b/Fregat    | Plessetsk         | Kosmos 2474 (en) (Uragan-M #33)                                                                      | Satellite du système russe GLONASS | Orbite moyenne                         | Succès         |
| 21 octobre 2011   | Soyouz-2 ST/Fregat-MT | Sinnamary         | Galileo-IOV PFM et Galileo-IOV FM2                                                                   | 2 satellites du système européen Galileo | Orbite moyenne                         | Succès         |
| 8 novembre 2011   | Zenit-2FG/Fregat-SB   | Baïkonour         | Phobos-Grunt / Yinghuo 1                                                                             | Exploration de Phobos (lune martienne) et analyses de la planète Mars (Yinghuo 1) | Orbite martienne                       | Échec          |
| 28 novembre 2011  | Soyouz-2-1b/Fregat-M  | Plessetsk         | Kosmos 2478 (en) (Uragan-M #37)                                                                      | Satellite du système russe GLONASS | Orbite moyenne                         | Succès         |
| 17 décembre 2011  | Soyouz-STA/Fregat     | Sinnamary         | Pléiades-1A, SSOT, Elisa-1, Elisa-2, Elisa-3 et Elisa-4                                              | Satellites des projets français Pléiades et Myriade | Orbite basse                           | Succès         |
| 23 décembre 2011  | Soyouz-2-1b/Fregat-M  | Plessetsk         | Meridian-5                                                                                           | Satellite de télécommunications | Orbite elliptique à forte excentricité | Échec,         |
| 28 décembre 2011  | Soyouz-2-1a/Fregat-M  | Baïkonour         | Globalstar 80, 82, 84, 86, 90 et 92                                                                  | 6 satellites du système de communications par satellite Globalstar | Orbite basse                           | Succès         |
| 22 juillet 2012   | Soyouz-FG/Fregat      | Baïkonour         | Kanopus-V1, BKA, Zond-PP, exactView 1 et TET-1                                                       | Satellites de surveillance de catastrophes naturelles (Kanopus), maritime (exactView 1), et d'expérimentations scientifiques (TET-1) | Orbite basse                           | Succès         |
| 17 septembre 2012 | Soyouz-2-1a/Fregat-M  | Baïkonour         | MetOp-B                                                                                              | Satellite météorologique | Orbite polaire                         | Succès         |
| 12 octobre 2012   | Soyouz-STB/Fregat-MT  | Sinnamary         | Galileo-IOV FM3 et Galileo-IOV FM4                                                                   | 2 satellites du système européen Galileo | Orbite moyenne                         | Succès         |
| 14 novembre 2012  | Soyouz-2-1a/Fregat-M  | Plessetsk         | Meridian-6                                                                                           | Satellite de télécommunications | Orbite elliptique à forte excentricité | Succès         |
| 2 décembre 2012   | Soyouz-STA/Fregat     | Sinnamary         | Pléiades-1B                                                                                          | Satellite du projet français Pléiades | Orbite basse                           | Succès         |
| 6 février 2013    | Soyouz-2-1a/Fregat-M  | Baïkonour         | Globalstar 78, 87, 93, 94, 95 et 96                                                                  | 6 satellites du système de communications par satellite Globalstar | Orbite basse                           | Succès         |
| 26 avril 2013     | Soyouz-2-1b/Fregat-M  | Plessetsk         | Kosmos 2485 (en) (Uragan-M #38)                                                                      | Satellite du système russe GLONASS | Orbite moyenne                         | Succès         |
| 25 juin 2013      | Soyouz-STB/Fregat-MT  | Sinnamary         | O3b 1, O3b 2, O3b 4 et O3b 5                                                                         | 4 satellites de relais Internet pour l'opérateur O3b Networks | Orbite moyenne                         | Succès         |
| 19 décembre 2013  | Soyouz-STB/Fregat-MT  | Sinnamary         | Gaia                                                                                                 | Satellite de recherches scientifiques (Astrométrie) | Point de Lagrange L2                   | Succès         |
| 23 mars 2014      | Soyouz-2-1b/Fregat-M  | Plessetsk         | Kosmos 2494 (en) (Uragan-M #42)                                                                      | Satellite du système russe GLONASS | Orbite moyenne                         | Succès         |
| 3 avril 2014      | Soyouz-STA/Fregat-M   | Sinnamary         | Sentinel 1A                                                                                          | Satellites d'observation de la Terre (environnement) | Orbite basse                           | Succès         |
| 14 juin 2014      | Soyouz-2-1b/Fregat-M  | Plessetsk         | Kosmos 2500 (en) (Uragan-M #43)                                                                      | Satellite du système russe GLONASS | Orbite moyenne                         | Succès         |
| 8 juillet 2014    | Soyouz-2-1b/Fregat-M  | Baïkonour         | Meteor-M 2, Relek, TechDemoSat 1, SkySat 2, DX 1, UKube 1, AISSat 2 et une maquette inerte du M3MSat | Micro-satellites d'observation météo (Meteor-M 2), observation de la magnétosphère (Relek), démonstrateur technologique (TechDemoSat 1), photographies par satellite (SkySat 2), expérimentations technologiques (DX 1, UKube 1) et surveillance maritime (AISSat 2 et M3MSat) | Orbite basse                           | Succès         |
| 10 juillet 2014   | Soyouz-STB/Fregat-MT  | Sinnamary         | O3b 3, O3b 6, O3b 7 et O3b 8                                                                         | 4 satellites de relais Internet pour l'opérateur O3b Networks | Orbite moyenne                         | Succès         |
| 22 août 2014      | Soyouz-STB/Fregat-MT  | Sinnamary         | Galileo-FOC FM5 et Galileo-FOC FM6                                                                   | 2 satellites du système européen Galileo | Orbite moyenne                         | Échec          |
| 30 octobre 2014   | Soyouz-2-1a/Fregat-M  | Plessetsk         | Meridian 7                                                                                           | Satellite de télécommunications russe | Orbite de Molnia                       | Succès         |
| 30 novembre 2014  | Soyouz-2-1b/Fregat-M  | Plessetsk         | GLONASS K1                                                                                           | Satellite du système russe GLONASS | Orbite moyenne                         | Succès         |
| 18 décembre 2014  | Soyouz-STB/Fregat-MT  | Sinnamary         | 4 satellites O3b                                                                                     | Satellites de relais Internet pour l'opérateur O3b Networks | Orbite moyenne                         | Succès         |
| 27 mars 2015      | Soyouz-STA/Fregat-MT  | Sinnamary         | Galileo, satellites 7 et 8                                                                           | 2 satellites du système européen Galileo | Orbite moyenne                         | Succès         |
| 11 septembre 2015 | Soyouz-STA/Fregat-MT  | Sinnamary         | Galileo, satellites 9 et 10                                                                          | 2 satellites du système européen Galileo | Orbite moyenne                         | Succès         |
| 17 novembre 2015  | Soyouz-2-1b/Fregat-M  | Plessetsk         | Toundra 1                                                                                            | Satellite d'alerte précoce russe | Orbite toundra                         | Succès         |
| 11 décembre 2015  | Zenit-3F/Fregat-SB    | Baïkonour         | Elektro-L 2                                                                                          | Satellite météorologique russe | Orbite de transfert géostationnaire    | Succès         |
| 17 décembre 2015  | Soyouz-STA/Fregat-MT  | Sinnamary         | Galileo, satellites 11 et 12                                                                         | 2 satellites du système européen Galileo | Orbite moyenne                         | Succès         |
| 7 février 2016    | Soyouz-2-1b/Fregat-M  | Plessetsk         | GLONASS M                                                                                            | Satellite du système russe GLONASS | Orbite moyenne                         | Succès         |
| 25 avril 2016     | Soyouz-STB/Fregat-MT  | Sinnamary         | Sentinel-1B, Microscope et 3 satellites CubeSat                                                      | Satellite d'observation de la Terre de l'agence spatiale européenne | Orbite héliosynchrone                  | Succès         |
| 24 mai 2016       | Soyouz-STA/Fregat-MT  | Sinnamary         | Galileo, satellites 13 et 14                                                                         | 2 satellites du système européen Galileo | Orbite moyenne                         | Succès         |
| 29 mai 2016       | Soyouz-2-1b/Fregat-M  | Plessetsk         | GLONASS M                                                                                            | Satellite du système russe GLONASS | Orbite moyenne                         | Succès         |
| 28 janvier 2017   | Soyouz-STB/Fregat-MT  | Sinnamary         | Hispasat 36W-1                                                                                       | Satellite de télécommunications pour l'opérateur Hispasat | Orbite de transfert géostationnaire    | Succès         |
| 18 mai 2017       | Soyouz-STB/Fregat-MT  | Sinnamary         | SES-15                                                                                               | Satellite de télécommunications pour l'opérateur SES | Orbite de transfert géostationnaire    | Succès         |
| 25 mai 2017       | Soyouz-2-1b/Fregat-M  | Plessetsk         | Toundra 2                                                                                            | Satellite d'alerte précoce russe | Orbite toundra                         | Succès         |
| 14 juillet 2017   | Soyouz-2-1b/Fregat-M  | Baïkonour         | Kanopus-V-IK 1                                                                                       | Satellite d'observation de la Terre russe | Orbite héliosynchrone                  | Succès         |
| 22 septembre 2017 | Soyouz-2-1b/Fregat-M  | Plessetsk         | GLONASS M                                                                                            | Satellite du système russe GLONASS | Orbite moyenne                         | Succès         |
| 28 novembre 2017  | Soyouz-2-1b/Fregat-M  | Vostotchny        | Meteor-M 2-1, 9 microsatellites                                                                      | Satellite météorologique (Russie) | Orbite basse                           | Échec          |
| 26 décembre 2017  | Zenit-3F/Fregat-SB    | Baïkonour         | AngoSat-1                                                                                            | Satellite de télécommunications (Russie) | Orbite de transfert géostationnaire    | Succès         |
| 1er février 2018  | Soyouz-2-1a/Fregat-M  | Vostotchny        | Kanopus-V 3, Kanopus-V 4, 4 nano satellites                                                          | Satellites d'observation de la Terre (Russie) | Orbite basse                           | Succès         |
| 9 mars 2018       | Soyouz-STB/Fregat-MT  | Sinnamary         | 4 satellites O3b                                                                                     | Satellites de télécommunications pour l'opérateur O3b Networks | Orbite moyenne                         | Succès         |
| 16 juin 2018      | Soyouz-2-1b/Fregat-M  | Plessetsk         | GLONASS-M                                                                                            | Satellite du système russe GLONASS | Orbite moyenne                         | Succès         |
| 3 novembre 2018   | Soyouz-2-1b/Fregat-M  | Plessetsk         | GLONASS-M                                                                                            | Satellite du système russe GLONASS | Orbite moyenne                         | Succès         |
| 7 novembre 2018   | Soyouz-STB/Fregat-MT  | Sinnamary         | MetOp-C                                                                                              | Satellite météorologique (Eumetsat, Europe) | Orbite héliosynchrone                  | Succès         |
| 19 décembre 2018  | Soyouz-STA/Fregat-MT  | Sinnamary         | CSO-1                                                                                                | Satellite d'observation de la Terre (CNES,France) | Orbite héliosynchrone                  | Succès         |
| 27 décembre 2018  | Soyouz-2-1a/Fregat-M  | Vostotchny        | Kanopus-V 5, Kanopus-V 6, 1 microstatellite, nombreux nanosatellites                                 | Satellites d'observation de la Terre (Russie) | Orbite basse                           | Succès         |
| 21 février 2019   | Soyouz-2-1b/Fregat-M  | Baïkonour         | EgyptSat A                                                                                           | Satellite d'observation de la Terre (Égypte) | Orbite basse                           | Succès         |
| 27 février 2019   | Soyouz-STB/Fregat-M   | Sinnamary         | 6 satellites OneWeb                                                                                  | Satellite de télécommunications, (États-Unis) | Orbite basse                           | Succès         |
| 4 avril 2019      | Soyouz-STB/Fregat-M   | Sinnamary         | 4 satellites O3B                                                                                     | Satellites de télécommunications pour l'opérateur O3b Networks | Orbite moyenne                         | Succès         |
| 27 mai 2019       | Soyouz-2-1b/Fregat-M  | Plessetsk         | GLONASS-M 758                                                                                        | Satellite de navigation | Orbite moyenne                         | Succès         |
| 5 juillet 2019    | Soyouz-2-1b/Fregat-M  | Vostotchny        | Meteor-M2-2, 11 CubeSats                                                                             | Satellite météorologique | Orbite moyenne                         | Succès         |
| 30 juillet 2019   | Soyouz-2-1a/Fregat-M  | Plessetsk         | Meridian 8                                                                                           | Satellite de télécommunications militaires | Orbite de Molnia                       | Succès         |
| 11 décembre 2019  | Soyouz-2-1b/Fregat-M  | Plessetsk         | GLONASS-M 759                                                                                        | Satellite de navigation | Orbite moyenne                         | Succès         |
| 6 février 2020    | Soyouz-2-1b/Fregat-M  | Baïkonour         | 34 satellites OneWeb                                                                                 | Satellites de télécommunications (Royaume-Uni) | Orbite basse                           | Succès         |